# Emy Fick
Emy Oscaria Charlotte Fick, född Kylander den 14 december 1876 i Hedvig Eleonora församling, Stockholm, död 19 november 1959 i Åsbo församling, Östergötlands län, var en svensk textilkonstnär, modedirektris och skolgrundare. Hon var en av nyckelpersonerna inom svensk sömnadsutbildning och modevärld under 1910- och 1920-talen.

## Biografi
Emy Fick föddes som äldsta barnet av tre till Edla Levin och Paul Kylander. Hon växte upp på Östermalm i Stockholm och familjen bodde där till faderns död i slutet av 1890-talet. Fadern var grosshandlare och modern bördig från en adlig familj från Muskö i Stockholms skärgård. Emy Ficks bakgrund framstår som ett typiskt exempel på den oskarianska borgerligheten: hon kom från en familj med kapital från fadern och börd från modern. Emy Fick gifte sig 1921 med Emil Fick. Han var militär, kapten och ryttmästare. Han var också idrottsman, främst inom fäktning och ridning, och deltog i olympiska spelen i Stockholm 1912.
Emy Fick var textilkonstnär och modedirektris. Hon studerade några år runt sekelskiftet på Handarbetets vänner och företog flera studieresor utomlands i början av 1900-talet. I Italien studerade hon spetsar på Grevinnan Cavazzas skola i Bologna och besökte då även Florens och Rom. I början av 1900-talet gjorde hon resor i Frankrike och Tyskland för att studera gobelänger. Några år under 1900-talets första decennium arbetade hon på AB Nordiska Kompaniets (NK:s) textilavdelning hos textilkonstnären Thyra Grafström. Under denna period fick hon finansiellt stöd från NK för ett års studier i klädsömnad i Paris. Där studerade hon på det då kända modehuset Worth.
På NK lärde Emy Fick känna Elisabeth Glantzberg. Hösten 1910 startade de tillsammans företaget Birgittaskolan. Birgittaskolan var en sömnadsskola och modeateljé på en adress mitt i Stockholms innerstad som attraherade kunder ur de övre borgerliga och adliga skikten. Kurser i klädsömnad var den viktigaste verksamhetsgrenen men skolan omfattade även sömnad av barnkläder och linne samt broderi och spetsknyppling. Birgittaskolan var dessutom en textilateljé för beställningsarbeten av linne, konstsömnader, bildvävar och gobelänger samt vävda mattor. Skolverksamheten var uppdelad i längre och kortare kurser. De kortare lämpade sig för de som ville lära sig sy sina egna och barnens kläder. Den längre kursen, på sex månader, betraktades som en yrkesutbildning. Birgittaskolan influerades sannolikt av liknande verksamheter i sin tid, men verkar samtidigt ha varit den första i sitt slag i Sverige – att som företag både rymma beställningsateljéer och skolverksamhet.
Emy Fick och Elisabeth Glantzberg hamnade 1914 i en konflikt, fyra år efter Birgittaskolans grundande. De avbröt då sitt samarbete och fortsatte med varsitt företag, förvillande lika både till namn och struktur – Elisabeth Glantzberg med Birgittaskolan och Emy Fick med Sankta Birgittaskolan.
Namnet Sankta Birgittaskolan ger associationer till den Heliga Birgitta och för Emy Fick var kopplingen tydlig. Sankta Birgittaskolans varumärke var utformat med en bild på heliga Birgitta och de värden Emy Fick tycks ha satt högt för de kläder som skapades på Sankta Birgittaskolan var (kloster)flit och tålamod. Hon satte en ära i att kläderna skulle vara handsydda och utförda i ett högklassiskt hantverk.
Emy Fick var omtalat skicklig på att brodera. Hon broderade flera verk, till exempel en skärm som bröllopspresent till det dåvarande kronprinsparet Gustav Adolf och Margareta 1905 samt en väggbonad efter en komposition av arkitekten Ferdinand Boberg, 1906.
Åren runt 1930 ansvarade Emy Fick för flera stora bildvävsprojekt på Sankta Birgittaskolan. Gemensamt för dem är att de är gobelänger, vävda tapeter, som mätte flera meter och hade imposanta bildkompositioner med detaljrika narrativ. Till en gobeläng komponerade Ruth Fischer ett motiv hämtat ur Selma Lagerlöfs berättelse ”Legenden om julrosorna”. Mest samarbete förefaller Emy Fick emellertid ha haft med konstnären Ossian Elgström. Gobelängen "Leif Eriksson upptäcker Vinland" vävdes åren 1929 och 1930 på Sankta Birgittaskolan efter en skiss av Ossian Elgström till Folke Bernadotte. Den ställdes ut på Stockholmsutställningen 1930 och på Chicagoutställningen 1933.
Emy Fick deltog även tidigare i internationella utställningar med sina broderier, bildvävar och hemtextilier. Hon var med i Paris 1925, på Exposition internationale des arts décoratifs et industriels modernes där hon erhöll både en guldmedalj och en bronsmedalj. Hon erhöll genom åren även hedersomnämnanden på utställningar i London, Oslo, Helsingfors, Göteborg och Malmö.
Emy Fick hade även stor kunskap om, och intresse för, spetsar. Förutom sina studier i Italien, och att Sankta Birgittaskolan erbjöd kurser både i att sy och knyppla spetsar, hade hon en betydande spetssamling med flera rariteter så gamla som från 1600-talet.
Efter att Emy Fick blivit änka och avslutat verksamheten vid Sankta Birgittaskolan i mitten av 1930-talet flyttade hon till Östergötland. Hon bodde på Strålsnäs herrgård där hon fick plats för sina stora samlingar av kläder, spetsar och möbler.
Emy Fick dog 1959 och är begravd på Norra begravningsplatsen i Solna. Hon testamenterade 1957 en stor del av sin kvarlåtenskap, sin spetssamling, kläder, möbler med mera till Östergötlands museum. Samlingen utgör numera Emy Ficks enskilda arkiv och Fickska samlingen.